# 사회심리학

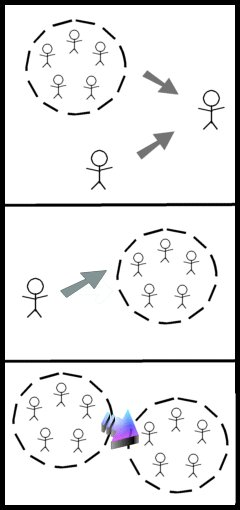

사회심리학(社會心理學, 영어: social psychology)은 사회적 상황 요인이 개인의 행동·생각·느낌에 어떤 영향을 미치는지, 그리고 개인과 공동체 간의 상호작용은 어떻게 이루어지는지를 심리적 측면에서 연구하는 학문이다. 이 학문의 학제간 연구 학자들은 일반적으로 사회학자로 불린다.
사회 심리학자들은 다른 사람들 앞에서 주어진 방식으로 행동을 전개시키는 요인들을 조사한다. 그들은 특정한 행동, 사고, 그리고 감정이 일어나는 조건들을 연구한다. 사회 심리학은 이러한 감정, 생각, 신념, 의도 및 목표가 인지적으로 구성되는 방법과 이러한 심리적 반응이 어떻게 다른 사람들과의 상호 작용에 영향을 주고 받는지에 관심이 있다.

## 동조
동조란 집단의 압력 하에서 개인이 집단이 기대하는 바대로 생각이나 행동을 바꾸는 것을 일컫는다.

### 사회적 영향의 유형

#### 정보적 사회영향
어떤 상황에서 옳은 행동이나 판단이 불확실 할 때 다른사람으로부터 정보를 얻고자 하는 욕구에서 비롯되는 영향이다.
- 컨닝
- 셰리프의 자동운동 실험(autokinetic effect)

무자퍼 셰리프(Muzafer Sherif, 1935)가 진행한 실험이다. 자동운동이란 어두운 곳에 정지상태에 있는 소광점이 움직이는 것처럼 보이는 현상을 말한다. 이 실험에서 참가자들을 어두운 방에 분리시켜놓고 점이 이동범위를 기술하게 했다. 그 다음 참가자들을 모아놓고 점의 이동범위를 기술하게 했다. 실험이 진행될수록 참가자들의 추정치는 한 점으로 수렴하는 것을 확인했다. 정답에 대해서 불확실할 때 다른사람의 의견을 활용해 판단하는 것을 보여준 실험이다.

#### 규범적 사회영향
사회적 승인과 소속감을 추구하면서 인정을 얻거나 불안정을 피하기 위해 보편적인 규범에 따라 행동하는 영향이다.
- Asch의 선분실험

솔로몬 애쉬(Solomon Asch, 1951)는 셰리프의 실험에서 동조 효과가 발생한 이유는 집단 압력 때문이 아니라 실험 자극이 가지고 있는 모호성 때문이라고 비판했다. 따라서 애쉬는 정답이 분명한 상황에서는 이와 같은 동조 현상이 발생하지 않을 것이라 보고, 정확한 정답이 존재하는 자극을 통해 동조 효과를 확인하고자 했다.
이것이 선분 실험으로 유명한 애쉬의 동조실험(conformity experiment) 연구이다. 애쉬는 하나의 선이 그려져 있는 카드를 보여 준 후, 길이가 다른 선분 세 개가 그려진 또 다른 카드를 참여자들에게 제시했다. 두 번째 보여 준 카드의 선분 하나는 처음에 제시한 카드와 동일한 길이를 가지고 있다. 애쉬는 참여자들에게 두 번째 보여 준 카드에서 처음 보여 준 카드와 동일한 길이인 선분을 선택하게끔 했다. 구체적으로 총 7명의 사람들이 모여 있는 상황에서 사람들은 선분을 짝 맞추게 되는데, 참여자 한 명 이외 다른 여섯 명은 실험 도우미로 고의적으로 오답을 말하게 된다. 이렇게 실험을 한 결과, 혼자 있는 상황에서 정답률은 99%인 반면, 집단 상황에서 정답률은 63%인 것으로 확인됐다. 애쉬는 이후 후속 실험을 통해, 좀 더 구체적으로 동조가 발생하는 경계조건을 확인했는데, 단둘이 있는 상황에서는 동조 현상이 발생하지 않으며 협력자가 3명일 경우 동조 현상이 가장 강하게 발생하는 것이 확인됐다. 또한 실험 협력자 중 단 한 명이라도 다른 답을 말한 경우 오답률이 25% 감소하는 것 역시 확인돼, 동조가 발생하는 상황에서 만장일치가 매우 중요한 요소라는 것이 확인됐다.

### 동조를 조장하는 요인
- 자신이 정답을 모른다는 생각이 들거나 자기 신념이 모호한 경우
- 집단에 적어도 3명이 있고 구성원들이 만장일치 할 때
- 그 집단의 지위와 매력을 동경할 때
- 개인이 불안감을 느낄 때
- 그 집단의 다른 구성원이 나를 관찰하고 있다고 느낄 때
- 개인의 문화가 규번에 대한 존중을 장려할 때
- 낮은 지위에 있는 사람일 때

다음과 같은 상황일 때 동조가 더 많이 일어났다.

### 집단동조와 역할연기
- 스탠퍼드 감옥 실험

## 복종
복종은 자신의 의사와는 상관 없이 권위 있는 타인의 명령이나 의사를 그대로 따르는 것을 말한다. 밀그램 실험에서는 명령이 행동에 미치는 영향, 어떠한 조건에서 사람들이 명령에 복종하기 쉬운지 연구했다.
- 밀그램 실험

## 사회적 촉진
사회적 촉진이란 다른 사람의 존재가 수행을 촉진시키는 것으로, 타인이 곁에 있으면 혼자 할 때보다 능률이 오르는 현상을 말한다.(작심삼일로 포기하기 때문에 독서실이나 도서관에서 공부를 하거나 헬스장에서 운동을 하는 이유이다.) 타인의 존재는 각성 수준을 높여주고, 이러한 각성은 익숙하거나 잘하는 과제를 높이는 동력이 된다. 따라서 전문가에게는 유리하지만, 익숙하지 않은 과제를 수행하는 초보자들에게는 타인의 존재가 능률을 오히려 떨어뜨리는 현상이 밝혀졌다.

### 사회적 촉진에 관한 이론
- 추동 이론(drive theory) : 타인의 존재가 각성을 높여 수행에 정적 또는 부적인 변화를 일으킨다.
- 분산 및 갈등 이론(distraction/conflict theory) : 타인의 존재가 과제에의 집중을 방해하여 수행에 변화를 일으킨다.
- 자아 이론(self-theory) : 타인의 존재가 자의식(self-awareness)을 증진시켜, 수행에 변화를 일으킨다.[5]

## 사회적 태만
집단에 속한 사람들이 공동의 목표를 달성하기 위해 함께 일하는 상황에서 혼자 일할 때보다 노력을 덜 들여 개인의 수행이 떨어지는 현상.개인의 수행이 평가되지 않을 때, 사람이 혼자일 때에 비해 집단속에 있을 때 노력을 덜 들이는 경향성이라고 볼 수 있다. 조별과제를 할 대 무임승차를 하는 사람들을 보았다면 사회적 태만을 경험한 것이다.

### 사회적 태만을 조장하는 요인
- 자신의 노력으로부터 보상받지 못하거나 피해가 없을 때
- 자신의 기여가 필요없다고 생각할 때
- 얻는 보상이 동등할 때

## 방관자 효과
주변에 사람이 많으면 많을수록 책임이 분산되어 오히려 위험에 처한 사람을 덜 돕게 되는 현상을 말한다. ‘구경꾼 효과’라고도 한다. 사람들은 일반적으로 어떻게 행동해야 할지 불확실한 상황에서 대부분 타인들의 반응과 행동을 참조하는 경향이 있는데, 서로 눈치만 살피다가 결국은 방관으로 이행될 가능성이 높다.
- 키티 제노비스 사건

## 자동적 편견
편견은 특정 집단에 대해서 한쪽으로 치우친 의견이나 견해를 가지는 태도로, 일반적으로 부정적인 정서와 평가를 동반한다.
- 무슬림을 테러리스트로 생각하는 경우
- 비행기 사고를 차 사고보다 더 의식하는 경우

### 차별하는 이유
- 안 좋은 경험으로부터 특정 인물이나 사물에 대해 편견을 갖게 됨.
- 사회적으로 배우거나, 미디어, 가족으로부터 영향을 받는 경우
- 다른 사람의 행동이나 태도를 따라하는 경우
- 희생양 이론: 책망할 누군가를 찾는 것이 분노를 표출할 도구가 됨.

## 같이 보기
- 여론
- 이론
  - 퍼지-트레이스 이론 (Fuzzy-trace theory)
  - 해석 수준 이론 (Contrued level theory)
- 학문
  - 군중심리학 (Crowd psychology)
  - 사회공학 (정치과학)
  - 사회심리학 (사회학) (Social psychology (sociology))
  - 사회인격학
  - 집단심리학